# レスター・シティFC
レスター・シティ・フットボール・クラブ（Leicester City Football Club）は、イングランド・レスターシャー州レスターをホームタウンとするプロサッカークラブ。クラブカラーは青。

## 概要
1884年にレスター・フォッセとして創立され、1919年に現在の名称となる。2002年に現在の本拠地、キング・パワー・スタジアム（2011年までの名称はウォーカーズ・スタジアム）に移転した。
2015-16シーズンにプレミアリーグ優勝を果たし、1992年のプレミアリーグ創設以来、リーグ制覇を経験した7つのクラブのうちの1つとなった。
これまでにプレミアリーグ優勝1回、2部リーグ優勝8回を数える。FAカップはこれまで決勝に5回出場し、2021年には初優勝をしている。また、リーグカップは3回優勝し、これまでに5つの欧州大会に出場している。
地理的な関係からノッティンガム・フォレストFC、ダービー・カウンティFC、コヴェントリー・シティFCとライバル関係にある。その中でもノッティンガム・フォレストとの試合を伝統的なダービーと見なす傾向にある。

## 歴史
1990年代後半はエミール・ヘスキー、ロビー・サヴェージ、ムジー・イゼットらを擁してプレミアリーグのトップ10圏内に食い込み、リーグカップを2度制覇、欧州リーグにも進出するなど健闘していた。しかし2003-04シーズンにチャンピオンシップに降格してからは下部リーグでのシーズンが続いた。2007-08シーズンは降格圏内の22位に沈み、クラブ創設以来初となる3部リーグへの降格が決定した。2010年には経営難に陥り、タイの資本家ヴィチャイ・スリヴァッダナプラバが経営権を取得。以後、阿部勇樹や岡崎慎司といったアジア人の獲得も見られるようになる。2014-15シーズンに1部に返り咲き残留争いを制すると、翌2015-16シーズンには奇跡のリーグ優勝を果たした。2022-23シーズンに再びトップリーグから転落するも1年での復帰を決めた。

### 1884年-1914年
1884年、フォッセロード沿いのフィールドでプレーしていたことから、レスター・フォッセとして設立された。クラブは1891年にフィルバート・ストリートに移転するまで、5つのグラウンドでプレーしていた。1890年にFootball Associationに加盟。1891年にはミッドランド・リーグに参加し、2位になったのち、1894年にはフットボール・リーグのディビジョン2に選出された。初めてのリーグ戦はグリムスビーで4-3の敗北を喫したが、その1週間後、フィルバート・ストリートでロザラムを相手にリーグ戦初勝利を記録した。また、FAカップの予選でノッツ・オリンピックを相手に13-0で勝利した。
1904年にはフットボールリーグへの再加盟に成功し、1908年には2部リーグで準優勝して1部リーグに昇格したものの、1シーズンで降格。1909年、ノッティンガム・フォレスト戦で12-0の大敗を喫し、史上最悪の敗北を喫した。

### 1915年-1948年
1915年から4年間、リーグは財政難と第一次世界大戦のため中断された。1919年のリーグ再開時には、財政難などからレスター・フォッセは消滅していた。伴って、クラブは現在の名称に再結成された。この時、レスター行政区は市になったばかりであったため、タイミングとしても適切なものであったとされている。1925年、クラブはピーター・ホッジ監督の下、ディビジョン2のチャンピオンになった。ホッジが獲得した選手の中には、1923年から1935年の間にクラブ記録となる273ゴールを挙げたアーサー・チャンドラーや、リーグ戦528試合出場のクラブ記録を持つアダム・ブラックなどがいた。1929年には、フットボールリーグでシェフィールド・ウェンズディに次ぐ2位となり、クラブ史上最高位の成績を記録した。クラブ史上最多最観客数は、1928年のFAカップ5回戦のトッテナム・ホットスパー戦での47,298人であった。1937年にはディビジョン2で1位となったが、1939年には再びディビジョン1に降格。1939年には、第二次世界大戦によりフットボールリーグが中断され、第一世界大戦の時と同様に、他のクラブとともに地域リーグでのプレーを余儀なくされた。

### 1949年-1958年
リーグが再開し、1949年には、史上初のFAカップ決勝に進出したが、ウォルバーハンプトン・ワンダラーズに1-3で敗戦。しかし、その1週間後には、シーズン最終節に引き分けたことで、ディビジョン2での残留が決まった。1950-51シーズンには、アーサー・ローリーがフラムから移籍。1951-52シーズン、ローリーは当時クラブ記録だったアーサー・チャンドラーの1シーズン38ゴールに並び、翌シーズンには41ゴールを挙げて記録を更新した。そのうち39点はリーグ戦でのもので、初めて2部リーグのゴールデンブーツを獲得した。1954年には36得点を挙げ、2部リーグ優勝に貢献。さらに2年後の1957年、ローリーは自身のクラブ記録を再び更新し、1シーズンで44ゴールをマーク（これは2021年現在もクラブ記録である。）、再び2部リーグの得点王に輝いた。昇格1年目のシーズンは乗り切ったものの、1957-58シーズン終了後、ローリーはアーサー・チャンドラーが持つクラブの歴代最多得点記録まであと7ゴールというところで、シュルーズベリー・タウンに売却された。ローリーの売却はファンの不安を煽り、1958年11月、監督のデビッド・ハリデーは解任された。

### 1959年-1969年
レスターが降格圏に沈んでいた時にハリデーの後任として、マット・ギリーズが監督に就任。彼はクラブ史上最も成功した監督とされている。ギリーズは、優秀な選手を見抜く能力に定評があり、後にFWAフットボール・オブ・ザ・イヤーを受賞するゴードン・バンクス、フランク・マクリントック、後にPFAプレーヤー・オブ・ザ・イヤーを受賞するピーター・シルトンをはじめ、クラブの人気者であったデイブ・ギブソン、レニー・グローバー、グラハム・クロスなどを獲得していった。レスターはギリース監督の下、1961年と1963年にFAカップの決勝に2度進出。1961年には、このシーズン2冠を達成したトッテナムに敗れたため、イングランド代表として1961-62シーズンの欧州カップウィナーズカップに参加したが、1回戦で優勝候補のアトレティコ・マドリードに敗戦。
1963年、クラブは2冠を達成。このシーズンの冬はここ数十年で最も寒く、レスターは試合を氷上で行うことを余儀なくされたが、当時のクラブ記録である18試合無敗を達成。1963年4月16日には1部リーグの首位に立ち、レスターはマスコミに「アイスキング」と評された。しかし負傷者が続出し最終5試合では勝ち点を1しか獲得できず、シーズンは4位まで転落した。またFAカップの決勝まで駒を進めるも、マット・バスビー率いるマンチェスター・ユナイテッドに1-3で敗北を喫している。
1964年、レスターはリーグカップ決勝でストーク・シティを4-3で下し、リーグカップを初制覇。ギリース監督のレスターでの初タイトルであった。なお、翌年のリーグカップでも決勝に進出したが、チェルシーに敗れている。1966年、レスターで8年間プレーしていたゴードン・バンクスがイングランド代表としてFIFAワールドカップに出場し、W杯優勝に大きく貢献した。また、バロンドール（ヨーロピアン・フットボール・オブ・ザ・イヤー）にノミネートされた。レスターの選手でバロンドールにノミネートされた初の選手である（のちにジェイミー・ヴァーディ、リヤド・マフレズがノミネート）。
ザンビアが独立してからわずか4年後の1968年夏に、レスターはザンビアツアーを行い、ザンビア代表チームとの3試合、XIの代表チームとの3試合を含む6試合を行い全勝した。このときの訪問は、ザンビアのケネス・カウンダ大統領から「ザンビアのアソシエーション・フットボールの歴史の中で、おそらく最高の機会」と評された。
1968年11月、マット・ギリーズはシーズンのスタートダッシュに失敗。自身の病気の影響もあり、監督を辞任した。後任のフランク・オファレルは降格を免れることはできなかったが、1969年のFAカップ決勝に進出した。決勝ではマンチェスター・シティに1-0で敗れている。この降格により、クラブ史上最長となる12年間のトップリーグでの活動に終止符が打たれた。

### 1971年-1977年
1971年、ディビジョン1に昇格。チャリティ・シールドではリヴァプールを1-0で破り初優勝をあげた。チャリティ・シールドは通常、前シーズンのリーグ王者とFAカップの優勝チーム間で行われるが、ディビジョン1の王者であるアーセナルがヨーロッパ大会に出場していたため、ディビジョン2のチャンピオンであったレスターが招待を受け、FAカップの勝者であるリバプールと対戦することになった。新シーズンの監督にはジミー・ブルームフィールドが就任。彼が在任した6年間は1部リーグにとどまり続けた。チームには、キース・ウェラー、フランク・ワーシントン、アラン・バーチェナルなどの選手が在籍。バーチェナルは現在もクラブで活躍しており、特にハーフタイムのエンターテイメントを担当していることで知られている。1974年にはFAカップの準決勝に進出した。

### 1978年-1991年
フランク・マクリントックは、1950年代後半から1960年代半ばまでの7年間、レスターで活躍した選手で、1977年にジミー・ブルームフィールド監督の後を継いだが、1977-78シーズン末にチームは降格し、マクリントックは監督を辞任。その後、ジョック・ウォレスが監督に就任し、1980年にレスターを2部リーグ優勝に導き、ピーター・ホッジ、マット・ギリーズに続くスコットランド人監督の伝統を復活させた。
ウォレスはレスターをディビジョン1にとどめることはできなかったが、1982年にはチームをFAカップ準決勝に導いた。ウォレスの下では、ゲイリー・リネカーがトップチームの一員として活躍。ウォレスの後任にはゴードン・ミルンが監督として就任し、1983年に昇格を果たした。リネカーはレスターの1部リーグ残留に貢献したが、1985年にエヴァートンに売却された。クラブは彼の穴を埋めることがなかなかできずに低迷。ミルンは1986年に退任し、1987年にはデビッド・プレットが後任として監督に就任したが、1991年1月にはリーグで最下位を記録。直後に彼は解任された。ゴードン・リーがシーズン終了までクラブを指揮し、フットボールリーグ3部への降格は免れた。

### 1991年-1994年
ダーリントンをカンファレンスリーグから3部に昇格させたばかりのブライアン・リトルが監督に就任。1シーズン目から昇格プレーオフに出場することができた。準決勝ではケンブリッジ・ユナイテッドを6-1で下したが、プレーオフ決勝でブラックバーン・ローヴァーズに1-0で敗れ、プレミアリーグへの昇格を逃した。この試合の唯一のゴールは、スティーヴ・ウォルシュがデビッド・スピーディーに対するファウルで与えたPKによるものであり、元レスター選手であったマイク・ニューウェルが決めたものだった。スピーディーはレスターのサポーターの間で恨まれることとなったが、1年後にレスターに加入している。
1992-93シーズンのディビジョン1では、プレーオフで再び敗北を喫した。3-0で迎えた後半にスウィンドンと同点に追いついたものの、またしても物議を醸すPKを献上してしまった。1993-1994年、レスターは3度目の正直で、イースト・ミッドランズのライバル、ダービー・カウンティを決勝戦で2-1で下し、7年ぶりのプレミアシップ昇格を果たした。

### 1994年-1996年
ブライアン・リトルは翌年11月にレスターの監督を辞任し、アストン・ヴィラの監督に就任した。後任のマーク・マッギーは、1994-95シーズン、リーグ戦42試合のうち6勝のみと、最下位から2番目に沈んだクラブを救うことができなかった。翌1995年の12月にはディビジョン1の首位に立つも、マッギーはウォルバーハンプトン・ワンダラーズの監督に就任するために監督を電撃辞任した。
マッギーの後任には、マーティン・オニールが就任した。オニールは、ノリッジ・シティの監督を半年間務めた後、ウィコム・ワンダラーズをカンファレンスからディビジョン2に昇格させ、2年連続で監督を務めていた。オニールの下で、レスターは1995-96シーズンのディビジョン1昇格プレーオフに出場し、スティーブ・クラリッジが決めたゴールでクリスタル・パレスを2-1で破り、プレミアシップへの復帰を果たした。オニールは、ニール・レノン、ムジー・イゼット、トニー・コッティ、マット・エリオットなどの選手を獲得した移籍市場での手腕と、チームから引き出すパフォーマンスの両方で評価された。

### 1996年-2000年
4年連続でトップ10入りを果たし、プレミアシップでの地位を確立。1997年と2000年のリーグカップを2度制覇し、1999年には準優勝を果たした。これにより、1997-98シーズンと2000-01シーズンにはUEFAカップへの出場権を獲得し、1961-62シーズンの欧州カップウィナーズカップ出場以来のヨーロッパのコンペティションへの出場権を獲得した。オニール監督には複数のクラブからオファーがあり、1999年にリーズ・ユナイテッドからのオファーは断ったものの、最終的に2000年6月にセルティックに引き抜かれた。今日では、クラブの歴史の中で最も成功した監督の一人として評価されている。2000年4月にはストライカーのエミール・ヘスキーの移籍金として、リヴァプールから史上最高額の1100万ポンドの大金を得ることとなった。

### 2000-01シーズン
マーティン・オニールの後任に、元U21イングランド代表監督のピーター・テイラーが就任した。2000-01シーズンは10月に2週間にわたってプレミアシップの順位表で首位に立つなどヨーロッパ大会への出場を目指せるところに位置していた。しかし、FAカップの準々決勝では2部リーグのウィコムに敗れ、プレミアシップの最後の10試合で9敗を喫し、順位は13位に後退した。

### 2001-02シーズン
スタートダッシュが悪かったため（昇格したばかりのボルトン・ワンダラーズにホームで5-0の大敗を喫した）、テイラーは2ヵ月後に解雇された。テイラーは在籍した15ヵ月間で2300万ポンドもの移籍金を費やし（これはレスターの監督の中で最も多い金額であった）、リーグ戦58試合に出場して11ゴールしか挙げられなかったアデ・アキンビイをクラブ史上最高額の500万ポンドで獲得したことやチームメイトへの暴行で解雇された34歳のデニス・ワイズを160万ポンドで獲得したことは特に悪名高い。また、ジョン・エルソム前会長の財務処理の甘さを責める声もあるなど、後任となったデイビッド・バセットは悪い流れを断ち切ることはできなかった。降格が確定する直前、バセットはフットボール・ディレクターに就任するために辞任し、半年前にブライトンの監督を辞めてバセットのアシスタントになったミッキー・アダムスが就任することになった。2001-02シーズン最終戦の対トッテナム戦がフィルバート・ストリートでの最後の試合であった。この試合を2-1で下すもリーグ戦は5勝にとどまった。

### 2002-03シーズン
開幕と同時に、レスターは32,000人収容のウォーカーズ・スタジアム（2011年にタイの免税会社であるキング・パワー社に買収、キング・パワー・スタジアムと改称）に移転。このスタジアムの命名権は、クラブのスポンサーであるWalkers社が10年間にわたって取得したものであった。しかし2002年10月、クラブは3000万ポンドの負債を抱えて経営破綻。その理由として、テレビ放映権料の損失（ITVデジタル社が経営破綻していたにも関わらず、1部リーグのクラブにテレビ放映権料の支払いを約束していたこと）、多額の賃金請求、他クラブに移籍した選手の移籍金が予想以上に少なかったこと、新スタジアムの建設費が3700万ポンドに上ったことなどが挙げられている。2003年2月、ゲイリー・リネカー率いるコンソーシアムによる買収でクラブが救済された後も、シーズンのほとんどで選手獲得を禁じられが、アダムスはディビジョン1において勝ち点90以上を稼いでクラブを準優勝に導き、プレミアシップへの自動昇格を果たした。レスターの債務整理に反発したフットボールリーグは規則を変更し、管財手続きを行うチームには10点のペナルティを課すことにしている。
なお、2006年半ばのインタビューでアンドリュー・テイラー会長は、債務は約2500万ポンドで、その中にはウォーカーズ・スタジアムを所有する会社（クラブではない）への1500万ポンドから1800万ポンドの抵当権も含まれていると述べた。

### 2003-04シーズン
リーズ・ユナイテッド、ウォルバーハンプトン・ワンダラーズとともに、勝ち点33でプレミアリーグから降格。

### 2004-05シーズン
2004年10月にアダムスが監督を辞任し、デイブ・バセットが一時的に2度目の監督を務め、元FAテクニカルディレクターのハワード・ウィルキンソンが補佐した。2004年10月29日にハーツの監督を務めていたクレイグ・リベインがレスター・シティの監督に就任するまで、2人はレスターの監督を務めた。最終的には15位にとどまり、過去14年間で最低の成績となった。

### 2005-06シーズン
2005-06シーズンも、10試合を終えた時点で最下位に近い状態が続き、1月には降格圏に転落したため、一部のファンからはリベイン監督の辞任を求める声が上がった。FAカップにてプレミアシップのトッテナムを相手に3-2の勝利を収めたものの、その17日後の2006年1月25日に解任された。
アシスタントマネージャーであったロブ・ケリーが臨時監督を務め、4試合のうち3試合に勝利してリーグ順位を5つ上げた後、残すシーズンも指揮することとなった。ケリーはレスターを残留に導いた後、2006年4月に正式に監督の座を得た。2006年6月1日、ジム・マッケーヒルが会長を退任し、後任にはアンドリュー・テイラーが就任した。

### 2006-07シーズン
2007年2月、ミラン・マンダリッチが既存の55人の株主からクラブを買収した。この段階ではチャンピオンシップの中位に位置しており、昇格を目指すには低すぎるが、降格の心配はないと思われていた。しかし、8試合連続で未勝利が続いたことで降格争いに巻き込まれたため、マンダリッチは2007年4月11日にケリーを解任した。ナイジェル・ワージントンが残りの5試合の監督に就任し、最終的に19位まで順位を上げた。
5月25日、マーティン・アレンが3年契約で新しい常任監督に就任した。しかし、ミラン・マンダリッチとの関係は急速に悪化し、就任からわずか3ヵ月後の8月に双方合意の上でクラブを去ることになった。その後、ジョン・ラドキン、スティーブ・ビーグルホール、マイク・ストーウェルの3人が、9月13日にガリー・メグソンが常任監督に就任するまでの間、世話役を務めた。しかし、10月24日に彼が出て行ったことで、後任としてフランク・バローズとジェリー・タガートが一時的に指揮を執り、10月22日にプリマス・アーガイルを辞任したイアン・ホロウェイが監督に就任した。

### 2007-08シーズン
2008年5月4日、ストーク・シティと0-0で引き分けたものの、他試合の試合結果によりリーグ1降格が決定。クラブ史上初、3部リーグでプレーすることとなった。また、監督のイアン・ホロウェイが解雇された。

### 2008-09シーズン
ナイジェル・ピアソンが監督に就任。このシーズンではクラブ記録となるリーグ戦23試合無敗を達成。2009年4月18日にはサウスエンド・ユナイテッドFCを2-0で破り、シーズン残り3試合でチャンピオンシップへの復帰を決めた。また、マティ・フライヤットはこのシーズンに32ゴールを決め、52年前に伝説的なアーサー・ローリーが達成して以来、レスターの選手が1シーズンに30ゴール以上の記録となった。

### 2009-10シーズン
ピアソンはシーズン初めに、チームは安定した成績を収めるだけでなく、プレーオフを目指すと宣言。見事、チームは2部リーグ復帰初年度にして5位に入り、5度目のプレーオフ進出を果たした。準決勝ではカーディフ・シティと対戦し、2点差から3-2とリードしたものの、最終的にはPK戦で敗戦。2010年夏、チームの経営状況が悪化し、オーナーがクラブをタイ出身の実業家ヴィチャイ・スリヴァッダナプラバに売却。これに伴って契約打ち切りとなったピアソンはクラブを去り、ハル・シティの監督に就任した。

### 2010-11シーズン
2010年8月31日、新戦力として当時浦和レッドダイヤモンズに所属していた阿部勇樹をクラブ初の日本人選手として迎え入れる。また、ピアソンの後任としてパウロ・ソウザが就任するも、リーグ戦わずか9試合で解任。2010年10月3日、後任監督としてイングランド代表、ラツィオ、ベンフィカで監督を務めたスベン＝ヨーラン・エリクソンが就任。エリクソンはクラブを最終的に10位に導いた。

### 2011-12シーズン
最初の13試合でわずか5勝という安定しないスタートを切り、2011年10月24日にエリクソンを双方合意の上で解任。3週間後の2011年11月15日、ナイジェル・ピアソンがエリクソンの後継者としてクラブに復帰することが決定。

### 2012-13シーズン
昇格プレーオフ準決勝、ワトフォードとの2ndレグ、後半ロスタイムにアンソニー・クノッカートが自ら得たPKを失敗。そのままカウンターを受け、最後はトロイ・ディーニーにゴールを奪われプレーオフ敗退が決まった。

### 2013-14シーズン

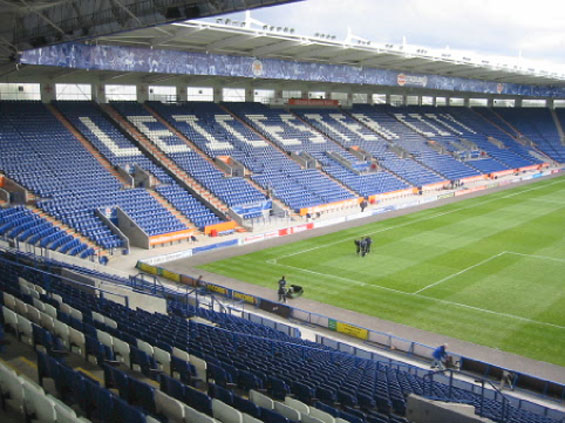
キング・パワー・スタジアムのイースト・スタンド

2014年4月4日、リーグ戦第40節のシェフィールド・ウェンズデイに2-1で勝利し、QPRとダービー・カウンティが敗れたため、その時点で2位以上が確定し、2003-04シーズン以来10年ぶりとなるプレミアリーグ復帰が決定した。4月22日、第44節アウェイでボルトン・ワンダラーズに1-0で勝利したことで優勝が決定。最終的に勝ち点102で2013-14シーズンのチャンピオンシップを制した。

### 2014-15シーズン
2014-15シーズンはリーグ終盤まで最下位に沈んでいたが、2015年4月以降の9試合を7勝1分1敗と強烈な追い込みで最終14位まで巻き返してリーグ残留に成功。2015年6月26日、日本代表の岡崎慎司の獲得を発表したが、4日後の30日には残留の立役者であった監督のナイジェル・ピアソンを解任。解任の要因として5月に行われたオーナーの故郷であるタイでのツアー中にピアソンの息子であるジェームズら複数選手の人種差別的発言を含む乱交パーティーの動画が流出し、彼らが解雇されたという一連の責任を問われたとされている。

### 2015-16シーズン

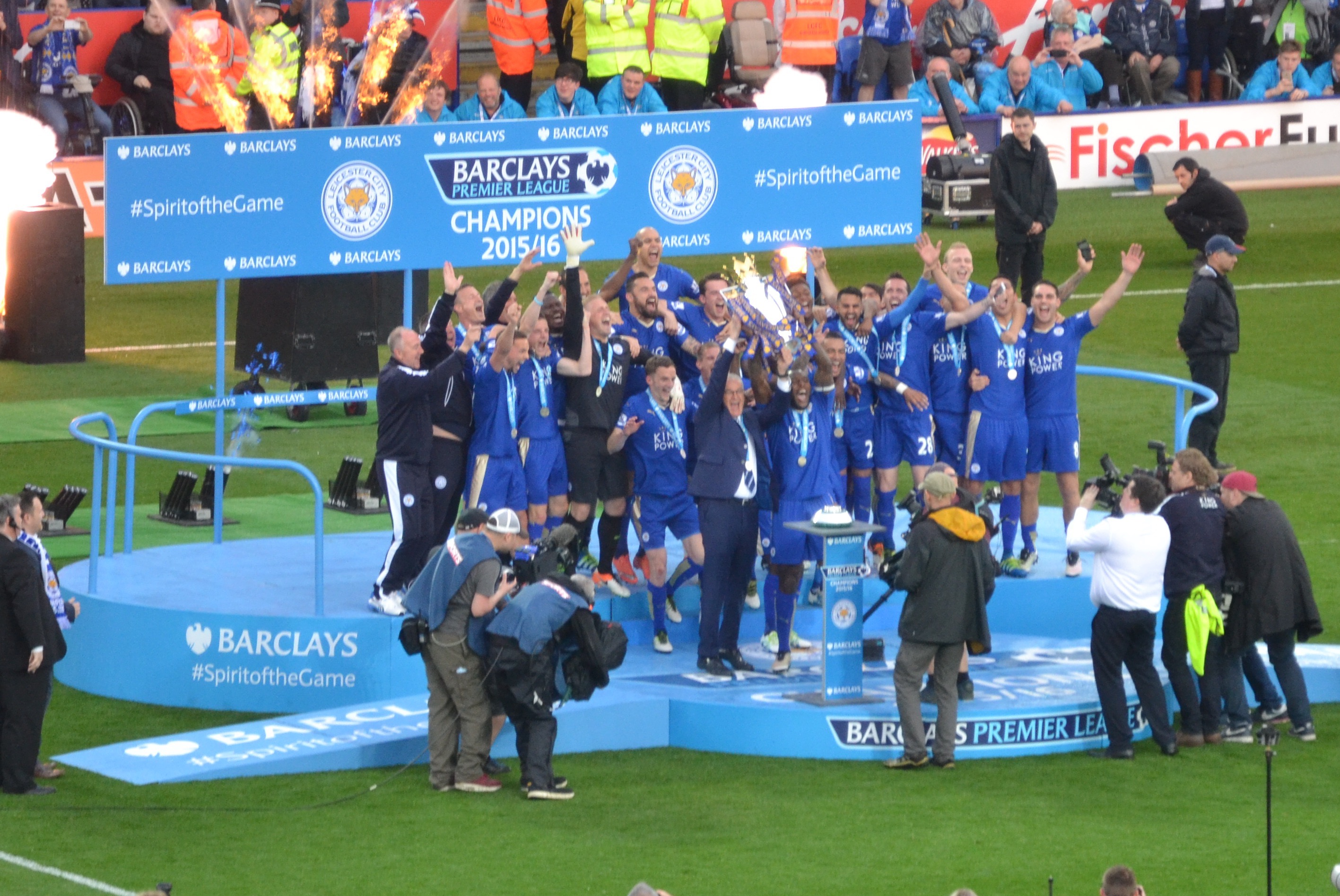
2015-16シーズンに達成したプレミアリーグ初優勝

2015-16シーズンの開始にあたり、ピアソンの後任としてかつてチェルシーなどを率いたクラウディオ・ラニエリが就任した。ラニエリ自身が強調するようにシーズン当初のチームの目標はあくまでリーグ残留であり、勝ち点の獲得目標も40程度であった。しかし、シーズン開幕後はジェイミー・ヴァーディと岡崎の2トップからプレスをかけ、そこからリヤド・マフレズがクロスを入れる戦術がチームにフィットし、勢いに乗る。特にヴァーディはルート・ファン・ニステルローイによる2003年のリーグ戦連続ゴール記録（10試合連続）を抜いて11試合連続ゴールを達成するなど主力選手の好調が続き、シーズン前には誰も予想もしていなかった快進撃によってアーセナルに次ぐ2位で前半戦を終えた。後半戦もチームに勢いをもたらした運動量は衰えず、5連勝を記録するなどし、2016年4月10日にサンダーランドに2-0で勝利したことでクラブ初となるUEFAチャンピオンズリーグの出場権獲得を確実なものとした。そして2016年5月2日、前日に引き分けたレスターは試合がなかったものの、優勝を最後まで争ったトッテナムがチェルシーに引き分けたことで逆転優勝の芽が潰え、クラブ創設132年目にして、イングランドのトップリーグでは1978年のノッティンガム・フォレスト以来38年ぶりとなる初優勝を果たした。この優勝は各メディアで「奇跡」と称され、大方の予想を覆してリーグを制したレスターは「ミラクル・レスター」として讃えられた。

### 2016-17シーズン
昨シーズンの快進撃を受け、その立役者となったヴァーディやマフレズ、ダニー・ドリンクウォーターなどに移籍報道が相次いだが、最終的な流失はエンゴロ・カンテのチェルシー移籍のみに留まり、クラブ史上最高額の移籍金を投じてスポルティングからイスラム・スリマニを獲得。その他CSKAモスクワからアーメド・ムサらを補強した。
開幕戦では昇格チームであるハル・シティに敗れ、前季プレミアリーグ優勝チームとしては初の開幕黒星となった。2016年9月14日、初出場となったUEFAチャンピオンズリーグ第1節のクラブ・ブルッヘ戦を3-0で勝利し、その後全6試合の終了を待たずして決勝トーナメント進出を果たした。しかし、リーグ戦では昨シーズンが嘘のように不用意な失点を繰り返し、ヴァーディ、マフレズもスランプに陥り、勝ち点3はおろか引き分けすら叶わない負のスパイラルに陥る。2017年2月21日のチャンピオンズリーグ決勝トーナメント1回戦の第1戦、アウェイでのセビージャとの試合に1-2で敗れ、翌日の2月23日、ラニエリの解任が発表された。ここまでリーグ戦では5勝14敗6引分で17位で降格圏の18位との勝ち点の差はわずか1、年明けはリーグ戦全6試合無得点で、1引き分けの後に5連敗という散々な結果となっていた。コーチのクレイグ・シェイクスピアが暫定監督として指揮を執る事となった。3月14日、セビージャとの第2戦では本来の堅守速攻を取り戻し2-0で勝利。2戦合計3-2の逆転劇を演じクラブ史上初のベスト8進出した。エンゴロ・カンテの流失に伴い中盤のバランスが崩れ、様々なフォーメーションを模索していたラニエリとは対照的に、優勝した昨シーズンの配置、戦術への原点回帰を試み成功。カンテの流失に伴い中盤のバランスが崩れ、様々なフォーメーションを模索していたラニエリとは対照的に、後任のシェイクスピアは優勝した昨シーズンの配置、戦術への原点回帰を試み成功。リーグ戦でも連勝を重ね残留争いを脱出した。しかし、CLベスト8で激突した前年度ファイナリストのアトレティコ・マドリードには2戦通じて試合巧者ぶりを見せつけられ惜敗。初挑戦の欧州の舞台はベスト8で幕を閉じた。

### 2017-18シーズン
シェイクスピアが正式に監督に就任。セビージャからビセンテ・イボーラ、マンチェスター・シティからケレチ・イヘアナチョらを獲得。一方で、主力だったドリンクウォーターがチェルシーに移籍したが、その代役として見込まれていたアドリエン・シウバの移籍が期間内に間に合わず、リーグへのメンバー登録ができない事態が発生した。アーセナルとのリーグ開幕戦やマンチェスター・ユナイテッド、チェルシー、リヴァプールといった強豪クラブとの試合が続き、リーグ8戦のうち勝利数はわずか1で降格圏に沈み、2017年10月17日にシェイクスピアを解任。後任にはクロード・ピュエルが就任した。

### 2018-19シーズン
クロード・ピュエル政権2年目。リヤド・マフレズがマンチェスター・シティに移籍したものの、積極的な補強でノリッジ・シティからジェームズ・マディソン、FCポルトからリカルド・ペレイラ、WBAからジョニー・エバンス、フライブルクからチャーラル・ソユンジュといったタレントを獲得。プレミアリーグを制覇した2015-16シーズンとチームのスタイルを変化させ、ポゼッションスタイルのサッカーへの移行を試みた。開幕3試合で2勝とまずまずのスタートを切るが、急速なサッカースタイルの転換と若手主体を目指す監督とベテラン選手との軋轢から、選手は不満を募らせ徐々にチームは低調に陥っていく。2018年10月27日、オーナーであるヴィチャイ・スリヴァッダナプラバが、プレミアリーグ第10節ウエストハム戦の試合後、同氏が搭乗したヘリコプターがキング・パワー・スタジアムを離陸した直後に墜落し、同氏を含む全乗員乗客の5人が死亡する事故が発生した。プレミアリーグ第11節では全てのプレミアリーグの試合でこの事件に対する黙祷が行われた。また、この事故の後に行われたカーディフ・シティ戦ではデマレイ・グレイが決勝点を決め勝利。事故後、チームは6戦無敗を記録した。12月にはチェルシーとマンチェスター・シティを相手に2連勝という大金星を挙げた。しかし、2019年に入ってからの7試合では1勝1分5敗と苦戦し、プレミアリーグ第27節クリスタル・パレス戦で4-1で敗れた直後にクロード・ピュエルは解任。後任としてブレンダン・ロジャーズが就任した。シーズン終盤までの11試合で6勝2分3敗という成績を記録した。また、シーズン終了後にダニー・シンプソンと岡崎慎司が契約満了で退団。

### 2019-20シーズン
ロジャーズ体制2年目。昨シーズン、レンタルで加入していたユーリ・ティーレマンスをクラブレコードを更新して完全移籍で獲得した。また、ニューカッスル・ユナイテッドからアヨゼ・ペレス、サンプドリアからデニス・プラート、ルートン・タウンからジェームス・ジャスティンを獲得した。開幕から2試合こそ勝利は無かったものの、ポゼッションとカウンタースタイルの両方を組み合わせたサッカーを展開し、トッテナム戦で逆転勝利をおさめるなど、序盤は好調を維持。第9節から第16節までの間でリーグ戦8連勝を記録。第10節 サウサンプトン戦では、イングランド・フットボールリーグ131年の歴史で、最上位リーグでのアウェーチーム最大得点差となる9-0で大勝した。後半戦は新型コロナウイルスによるリーグ戦中断、ディフェンス陣の欠場が相次いだ事などに起因して不調に陥る。CL出場権をかけた最終節マンチェスター・ユナイテッド戦では敗北を喫し、クラブ史上2回目となるCL出場とはならずも、リーグ5位で翌シーズンのEL出場権を獲得した。

### 2020-21シーズン
ロジャーズ体制3年目。ユース出身のベン・チルウェルがチェルシーに移籍。アタランタからティモシー・カスターニュ、ローマからジェンギズ・ウンデルをレンタルで、サンテティエンヌからウェズレイ・フォファナを獲得。クラブ史上初のイングランド1部リーグ開幕3連勝で好スタートを切る。その後、ウィルフレッド・ディディやジェームス・ジャスティンなどの怪我による離脱により、調子を落とすものの徐々に戦績を上げ、19節から36節の間は常に4位以上をキープした。また、ケレチ・イヘアナチョが後半戦では得点を量産し、出場時間数に対する得点率において、リーグ1位を記録した。
FAカップでは準々決勝でマンチェスター・ユナイテッドを3-1で、準決勝ではサウサンプトンを1-0で下し、52年ぶりの決勝へと駒を進めた。2021年5月15日、この年のCLファイナリストだったチェルシーに1-0で勝利し、FAカップ初優勝を果たした。
第37節チェルシー戦に1-2で敗れた事により、5位に転落。自力でのCL出場権獲得は不可能となり、最終節トッテナム戦を迎えた。第37節終了時点で3位につけていたチェルシーとは1ポイントのみの差であったため（3位チェルシー67、4位リヴァプール66、5位レスター66）、最終節にレスターが勝利し、かつチェルシーが引き分け以下もしくは、レスターと勝ち点で並び4位につけていたリヴァプールが勝利以外の結果に終わると、レスターはCL出場権を獲得できるという状況であった。しかし、結果的にはチェルシーがアストン・ヴィラに2-1で敗れ、レスターは後半75分まで2-1とトッテナムをリードする展開であったが、残る15分間で3失点を喫し、逆転負け。シーズンを昨シーズンと同じ5位で終えることとなった。
なお、このシーズンでチームを長年支え続けてきたキャプテンのウェズ・モーガンが現役引退。クリスティアン・フックス、マッティ・ジェームズが契約満了にて退団した。

### 2021-22シーズン
ロジャーズ体制4年目。レッドブル・ザルツブルクからパトソン・ダカ、リールからブバカリ・スマレ、フリーでライアン・バートランド、サウサンプトンからヤニク・ヴェスターゴーア、RBライプツィヒからアデモラ・ルックマンをレンタルで獲得した。一方で、トリノへデニス・プラートをレンタルで、カマル・ソワーをクラブ・ブルッヘに完全移籍でそれぞれ放出した。
コミュニティ・シールドでは前季リーグ王者のマンチェスター・シティと対戦。ケレチ・イヘアナチョのゴールで1-0で勝利を収め、丁度50年ぶりとなる同タイトルの獲得となった。
シーズン開幕前の親善試合にてフォファナが足首骨折の大怪我を負い、守備に大きな不安を抱えたままシーズン突入。昨季から長期離脱のジャスティンに加え、ヴァーディ、エヴァンズ、ディディといった主軸選手も細かな離脱を繰り返し、彼らの穴埋めを期待された獲得選手も悉くフィットしなかった。様々な組み合わせで4バックや3バックを試みるも、統率が取れないディフェンス陣は毎試合のごとく失点を許す。特にセットプレーからの失点はリーグワースト2位の数字を記録し、とうとうこの課題についてはシーズン終了まで策を講じることができなかった。今季は上位を一度も窺うことなく、8位でフィニッシュ。
グループステージ突破が有力視されたヨーロッパリーグであったが、前述の守備の不安定さが露呈し6試合でクリーンシートはゼロ。失意のGS敗退でカンファレンスリーグに回った。決勝プレーオフでラナースを退けると、決勝ラウンドではレンヌ、PSVを打ち破り、準決勝ではローマと激突。2戦合計1-2と健闘も一歩及ばなかった。

### 2022-23シーズン
ロジャーズ体制5年目。エルディン・ヤクポヴィッチが契約満了にて退団。さらに10年以上に渡りゴールマウスを守り続けてきたカスパー・シュマイケルがニースへ電撃移籍した。ハムザ・チョードゥリーがワトフォードに期限付きで移籍。GK2人の放出に対する補強としてアレックス・スミシーズをフリーで獲得した。移籍市場最終日、ウェズレイ・フォファナがチェルシーへ移籍。その穴埋めとしてスタッド・ランスからヴァウト・ファースを獲得した。
開幕節で引き分けて以降、リーグ戦6連敗を喫したのち、ダービーマッチとなる第9節ノッティンガム・フォレスト戦において4−0で完勝し、移籍したGKシュマイケルの後釜として不安視されていたダニー・ウォードの復調でクリーンシートが増え、好調に傾いたように見えたものの、第17節で好調ニューカッスル戦で3−0の完封負けを喫し、そこからの公式戦6試合で1勝0分5敗と大苦戦。冬の移籍市場でコペンハーゲンからヴィクトル・クリスティアンセン、ストーク・シティからハリー・サウター、シャフタール・ドネツクからテテを獲得し、マーク・オルブライトンをWBAへ、アジョセ・ペレスはベティスにレンタル移籍させた。新戦力補強もあってアストンビラ戦、トッテナム戦と連勝し調子を取り戻したかのようにも思えたが、FAカップ5回戦で2部ブラックバーン相手に敗北するなど、その後の公式戦7試合で0勝1分6敗を喫し、降格争いから抜け出せないことから、2023年4月2日、4年間指揮を執ったブレンダン・ロジャーズが双方合意の下で退任、事実上の解任となった。
その後、新監督探しに難航し2試合は暫定監督による指揮でさらに2連敗を重ね、4月11日についにディーン・スミスを新指揮官として迎える。また、コーチとしてクレイグ・シェイクスピアが復帰した他、ジョン・テリーもコーチとして加入した。ディーン・スミスの初陣となったマンチェスター・シティ戦は敗北するも、続くウルブズ戦では11試合ぶりの勝利を記録し、残留争いで直接対決となったリーズ戦でもヴァーディのゴールで追いつき引き分けに持ち込み良い風向きに乗ったようにも見えたが、これもまた残留争いの直接対決となったエヴァートン戦にて追いつかれるなど失点が続き、第37節ニューカッスル戦でスコアレスドローを記録するまで、21試合連続失点であった。
最終節まで残留争いはもつれ込み、レスターが残留するにはウェストハム戦で勝利し、かつエヴァートンが引き分け以下の場合のみという条件となった。迎えた最終節、レスターは前半を1-0のリードで折り返し、エヴァートンはボーンマスとスコアレスドローで、前半終了時点ではレスターは残留圏内に位置していた。しかしエヴァートンは後半にドゥクレが得点した1点を守りきり試合終了。レスターも2-1で試合には勝利するもエヴァートンの結果により、奇跡のプレミアリーグ優勝から7年で降格が決定した。

### 2023-24シーズン

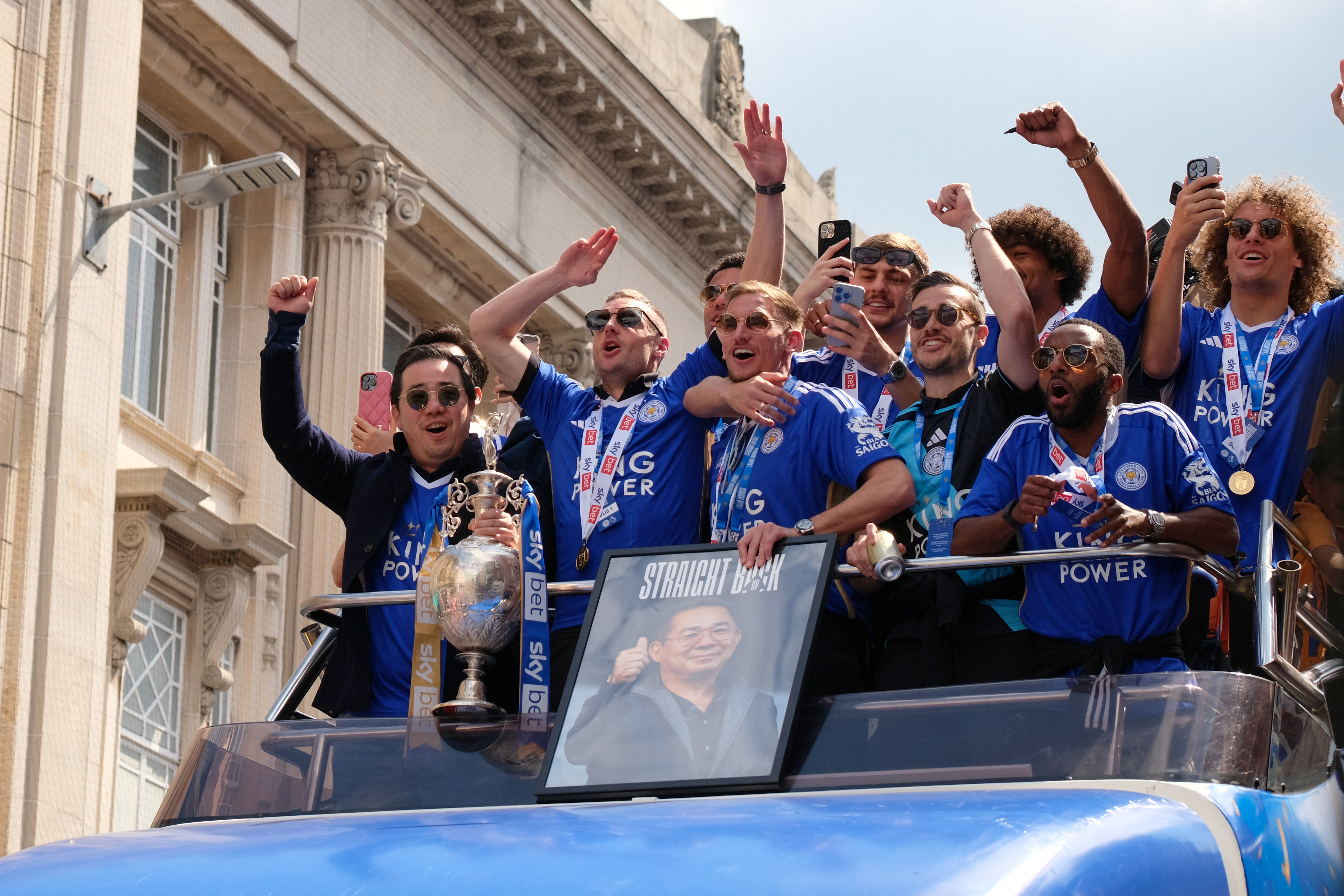
2023-24シーズンのリーグ優勝とプレミアリーグ昇格

選手との契約延長交渉に難渋し、シーズン終了時に揃って契約切れとなる選手が続出。ユーリ・ティーレマンスをアストン・ヴィラ、チャーラル・ソユンジュをアトレティコ・マドリード、ダニエル・アマーティをベシクタシュ、アジョセ・ペレスをベティス、ジョニー・エヴァンズをマンチェスター・ユナイテッド、その他ナンパリス・メンディとライアン・バートランドをフリーで放出。また2部チャンピオンシップへの降格に伴い、経費削減を強いられたレスターはジェームズ・マディソンをトッテナム、ハーヴィー・バーンズをニューカッスル・ユナイテッド、ティモシー・カスターニュをフラム、ヴィクトル・クリスティアンセンをボローニャ、ルーク・トーマスをシェフィールド・ユナイテッド、ブバカリ・スマレをセビージャに移籍させた。新監督には、マンチェスター・シティのペップ政権下でアシスタントを務めたエンツォ・マレスカが就任した。
多数の主力放出によりスカッドの再構築が急務となったクラブは積極的な補強を行い、トッテナムからMFハリー・ウィンクス、ウルブズからDFコナー・コーディ、マンチェスター・シティからDFカラム・ドイル、ブレンビーからGKマッズ・ハーマンセン、モンペリエからFWステフィー・マヴィディディ、チェルシーからMFチェーザレ・カザデイ、ガラタサライからFWユヌス・アクギュン、スポルティングからFWアブドゥル・ファタウ、エヴァートンからFWトム・キャノンを獲得した。
10年ぶりとなったチャンピオンシップ初戦のブラックバーン・ロヴァーズ戦を4-1で制すと、開幕から公式戦32試合で25勝3分4敗と他チームを寄せ付けない圧倒的な勢力で2位リーズと12ポイント差をつけ首位を独走。しかし、そこからの6試合では、直接対決となったリーズに3-1の敗戦を含む1勝1分4敗という成績で急激に失速。2位以下とのポイント差を詰められ、一時は暫定ながら自動昇格圏外の3位に転落することもあった。
2024年3月21日、上位リーグであるプレミアリーグから財政に関わる規則（PSR:profitability and sustainability rules）に抵触しているとして告発を受けた。エヴァートンやノッティンガム・フォレストが勝ち点のはく奪の制裁を受ける中でレスターにも同様の処分が下るのではないかとされた。クラブは声明を発表しこれに抗議。4月21日、独立委員会は現時点でのクラブはプレミアリーグではなくイングリッシュ・フットボールリーグ（EFL）の管轄にあり、EFLがこれらの処分を科す権限は無いとして勝ち点の減点は免れた。
シーズン終盤戦は、ブリストル・シティ、プリマス・アーガイル、ミルウォールにそれぞれ1-0の敗戦を喫するなど、シーズン序盤ほどの調子は振るわなかったものの、自動昇格権争いで4位につけていたサウサンプトンFCとの試合を5−0で制すなど、ホームでの試合では健闘し、37節のリーズ対QPRでリーズが4-0で敗戦したことから、自動的にレスターの2位以上が確定し、1年でのプレミアリーグ復帰を確実なものとした。来るアウェイでのプレストン・ノースエンド戦では3-0で勝利し、結果的には、最終節を待たずしてチャンピオンシップ優勝を決めた。

### 2024-25シーズン
エンツォ・マレスカがチェルシーFCの監督に就任。デニス・プラート、ケレチ・イヘアナチョ、マーク・オルブライトンが契約満了によりクラブを退団した。新監督には昨年12月までライバルのノッティンガム・フォレストを指揮していたスティーヴ・クーパーが就任した。また引き続きプレミアリーグが制定するPSRに抵触する恐れがあるレスターは、過去3年に遡る収支状況を整えるためにチームの主軸であったキアナン・デューズバリー＝ホールをチェルシーへ移籍させた他、ハリー・サウターをシェフィールド・ユナイテッドへ移籍させた。
一方でスポルティングからレンタルしていたアブドゥル・ファタウを完全移籍で獲得した他、チェルシーからマイケル・ゴールディング、フリーエージェントとしてボビー・リード、アタランタからカレブ・オコリ、ブライトンからファクンド・ブオナノッテ、トッテナムからオリヴァー・スキップ、クリスタル・パレスからジョルダン・アイェウとオドソンヌ・エドゥアール、KRCゲンクからビラル・エル・カンヌスらを獲得した。
期待のかかるシーズンだったが、監督交代や主力退団が響き、プレミアリーグでは全く通用せず、序盤から降格圏に沈む。2024年11月24日、成績不振によりスティーヴ・クーパーを解任。後任にルート・ファン・ニステルローイが就任した。その後も成績は振るわず、4月20日のリヴァプール戦で敗れ、5試合を残し降格となった。ホームでリーグ戦9試合、810分間無得点とトップリーグ史上最悪の記録を樹立した。FWヴァーディは「恥ずべきシーズンだった」と評した。2016年のプレミアリーグ優勝を経験した最後の在籍選手であったヴァーディが、5月18日のホームでのイプスウィッチ戦をもってクラブに別れを告げた。
6月27日、双方の合意にてファン・ニステルローイとの契約を解除した。

### 2025-26シーズン
マルティ・シフエンテスが監督に就任。コナー・コーディ、ウィルフレッド・ディディ、マッズ・ハーマンセンらを放出した。

## タイトル

### 国内タイトル
- プレミアリーグ：1回 
  - 2015-16

- FAカップ：1回 
  - 2020-21

- EFLカップ：3回 
  - 1963-64, 1996-97, 1999-00

- FAコミュニティ・シールド：2回 
  - 1971, 2021

- EFLチャンピオンシップ：8回
  - 1924-25, 1936-37, 1953-54, 1956-57, 1970-71, 1979-80, 2013-14, 2023-24

- EFLリーグ1：1回
  - 2008-09

## 過去の成績
| シーズン | ディビジョン  | ディビジョン | ディビジョン | ディビジョン | ディビジョン | ディビジョン | ディビジョン | ディビジョン | ディビジョン | FAカップ     | リーグカップ | FACS   | 欧州カップ / その他                             | 欧州カップ / その他       | 最多得点者 (全コンペティションを含む)                      | 最多得点者 (全コンペティションを含む) |
| シーズン | リーグ        | 試           | 勝           | 分           | 敗           | 得           | 失           | 点           | 順位         | FAカップ     | リーグカップ | FACS   | 欧州カップ / その他                             | 欧州カップ / その他       | 最多得点者 (全コンペティションを含む)                      | 最多得点者 (全コンペティションを含む) |
| -------- | ------------- | ------------ | ------------ | ------------ | ------------ | ------------ | ------------ | ------------ | ------------ | ------------ | ------------ | ------ | ----------------------------------------------- | ------------------------- | ---------------------------------------------------------- | ------------------------------------- |
| 1992-93  | ディビジョン1 | 46           | 22           | 10           | 14           | 71           | 64           | 76           | 6位          | 3回戦敗退    | 3回戦敗退    |        |                                                 |                           | スティーヴ・ウォルシュ                                     | 16                                    |
| 1993-94  | ディビジョン1 | 46           | 19           | 16           | 11           | 72           | 59           | 73           | 4位          | 3回戦敗退    | 3回戦敗退    |        | アングロ＝イタリアン・カップ                    | 予選敗退                  | デイヴィッド・スピーディー                                 | 14                                    |
| 1994-95  | プレミア      | 42           | 6            | 11           | 25           | 45           | 80           | 29           | 21位         | 5回戦敗退    | 2回戦敗退    |        | アングロ＝イタリアン・カップ                    | 予選敗退                  | イワン・ロバーツ                                           | 11                                    |
| 1995-96  | ディビジョン1 | 46           | 19           | 14           | 13           | 66           | 60           | 71           | 5位          | 3回戦敗退    | 3回戦敗退    |        |                                                 |                           | イワン・ロバーツ                                           | 20                                    |
| 1996-97  | プレミア      | 38           | 12           | 11           | 15           | 46           | 54           | 47           | 9位          | 5回戦敗退    | 優勝         |        |                                                 |                           | スティーブ・クラリッジ                                     | 14                                    |
| 1997-98  | プレミア      | 38           | 13           | 14           | 11           | 51           | 41           | 53           | 10位         | 4回戦敗退    | 3回戦敗退    |        | UEFAカップ                                      | 1回戦敗退                 | エミール・ヘスキーイアン・マーシャル                       | 10                                    |
| 1998-99  | プレミア      | 38           | 12           | 13           | 13           | 40           | 46           | 49           | 10位         | 4回戦敗退    | 準優勝       |        |                                                 |                           | トニー・コッティ                                           | 16                                    |
| 1999-00  | プレミア      | 38           | 16           | 7            | 15           | 55           | 55           | 55           | 8位          | 5回戦敗退    | 優勝         |        |                                                 |                           | トニー・コッティ                                           | 13                                    |
| 2000-01  | プレミア      | 38           | 14           | 6            | 18           | 39           | 51           | 48           | 13位         | 準々決勝敗退 | 3回戦敗退    |        | UEFAカップ                                      | 1回戦敗退                 | ムジー・イゼット                                           | 11                                    |
| 2001-02  | プレミア      | 38           | 5            | 13           | 20           | 30           | 64           | 28           | 20位         | 4回戦敗退    | 3回戦敗退    |        |                                                 |                           | ジェームズ・スコウクロフト                                 | 7                                     |
| 2002-03  | ディビジョン1 | 46           | 26           | 14           | 6            | 73           | 40           | 92           | 2位          | 4回戦敗退    | 3回戦敗退    |        |                                                 |                           | ポール・ディコフ                                           | 20                                    |
| 2003-04  | プレミア      | 38           | 6            | 15           | 17           | 48           | 65           | 33           | 18位         | 3回戦敗退    | 3回戦敗退    |        |                                                 |                           | ポール・ディコフレス・ファーディナンド                     | 13                                    |
| 2004-05  | チャンピオン  | 46           | 12           | 21           | 13           | 49           | 46           | 57           | 15位         | 準々決勝敗退 | 2回戦敗退    |        |                                                 |                           | デヴィッド・コノリー                                       | 13                                    |
| 2005-06  | チャンピオン  | 46           | 13           | 15           | 18           | 51           | 59           | 54           | 16位         | 4回戦敗退    | 4回戦敗退    |        |                                                 |                           | マルク・デ・フリースジョーイ・グジョンセンイアン・ヒューム | 9                                     |
| 2006-07  | チャンピオン  | 46           | 13           | 14           | 19           | 49           | 64           | 53           | 19位         | 3回戦敗退    | 3回戦敗退    |        |                                                 |                           | イアン・ヒューム                                           | 14                                    |
| 2007-08  | チャンピオン  | 46           | 12           | 16           | 18           | 42           | 45           | 52           | 22位         | 3回戦敗退    | 4回戦敗退    |        |                                                 |                           | イアン・ヒューム                                           | 11                                    |
| 2008-09  | リーグ1       | 46           | 27           | 15           | 4            | 84           | 39           | 96           | 1位          | 3回戦敗退    | 2回戦敗退    |        | リーグトロフィー                                | 北セクション 準々決勝敗退 | マッティ・フライアット                                     | 32                                    |
| 2009-10  | チャンピオン  | 46           | 21           | 13           | 12           | 61           | 45           | 76           | 5位          | 4回戦敗退    | 2回戦敗退    |        |                                                 |                           | マッティ・フライアット                                     | 13                                    |
| 2010-11  | チャンピオン  | 46           | 19           | 10           | 17           | 76           | 71           | 67           | 10位         | 3回戦敗退    | 4回戦敗退    |        |                                                 |                           | アンディ・キング                                           | 16                                    |
| 2011-12  | チャンピオン  | 46           | 18           | 12           | 16           | 66           | 55           | 66           | 9位          | 準々決勝敗退 | 3回戦敗退    |        |                                                 |                           | デヴィッド・ニュージェント                                 | 16                                    |
| 2012-13  | チャンピオン  | 46           | 19           | 11           | 16           | 71           | 48           | 68           | 6位          | 4回戦敗退    | 2回戦敗退    |        |                                                 |                           | デヴィッド・ニュージェント                                 | 16                                    |
| 2013-14  | チャンピオン  | 46           | 31           | 9            | 6            | 83           | 43           | 102          | 1位          | 3回戦敗退    | 5回戦敗退    |        |                                                 |                           | デヴィッド・ニュージェント                                 | 22                                    |
| 2014-15  | プレミア      | 38           | 11           | 8            | 19           | 46           | 55           | 41           | 14位         | 5回戦敗退    | 2回戦敗退    |        |                                                 |                           | レオナルド・ウジョア                                       | 13                                    |
| 2015-16  | プレミア      | 38           | 23           | 12           | 3            | 68           | 36           | 81           | 1位          | 3回戦敗退    | 4回戦敗退    |        |                                                 |                           | ジェイミー・ヴァーディ                                     | 24                                    |
| 2016-17  | プレミア      | 38           | 12           | 8            | 18           | 48           | 63           | 44           | 12位         | 5回戦敗退    | 3回戦敗退    | 準優勝 | チャンピオンズリーグ                            | 準々決勝敗退              | ジェイミー・ヴァーディ                                     | 16                                    |
| 2017-18  | プレミア      | 38           | 12           | 11           | 15           | 56           | 60           | 47           | 9位          | 6回戦敗退    | 準々決勝敗退 |        |                                                 |                           | ジェイミー・ヴァーディ                                     | 23                                    |
| 2018-19  | プレミア      | 38           | 15           | 7            | 16           | 51           | 48           | 52           | 9位          | 3回戦敗退    | 準々決勝敗退 |        |                                                 |                           | ジェイミー・ヴァーディ                                     | 18                                    |
| 2019-20  | プレミア      | 38           | 18           | 8            | 12           | 67           | 41           | 62           | 5位          | 準々決勝敗退 | 準決勝敗退   |        |                                                 |                           | ジェイミー・ヴァーディ                                     | 23                                    |
| 2020-21  | プレミア      | 38           | 20           | 6            | 12           | 68           | 50           | 66           | 5位          | 優勝         | 3回戦敗退    |        | ヨーロッパリーグ                                | ベスト32                  | ケレチ・イヘアナチョ                                       | 19                                    |
| 2021-22  | プレミア      | 38           | 14           | 10           | 14           | 62           | 59           | 52           | 8位          | 4回戦敗退    | 準々決勝敗退 | 優勝   | ヨーロッパリーグ ヨーロッパカンファレンスリーグ | GS敗退準決勝敗退          | ジェームズ・マディソン                                     | 18                                    |
| 2022-23  | プレミア      | 38           | 9            | 7            | 22           | 51           | 68           | 34           | 18位         | 5回戦敗退    | 準々決勝敗退 |        |                                                 |                           | ハーヴィー・バーンズ                                       | 13                                    |
| 2023-24  | チャンピオン  | 46           | 31           | 4            | 11           | 89           | 41           | 97           | 1位          | 準々決勝敗退 | 3回戦敗退    |        |                                                 |                           | ジェイミー・ヴァーディ                                     | 20                                    |
| 2024-25  | プレミア      | 38           | 6            | 7            | 25           | 33           | 80           | 25           | 18位         | 4回戦敗退    | 4回戦敗退    |        |                                                 |                           | ジェイミー・ヴァーディ                                     | 10                                    |
| 2025-26  | チャンピオン  | 46           |              |              |              |              |              |              | 位           |              |              |        |                                                 |                           |                                                            |                                       |

## 欧州の成績
| シーズン | 大会                               | ラウンド       | 対戦相手                 | ホーム | アウェー | 合計 |  |
| -------- | ---------------------------------- | -------------- | ------------------------ | ------ | -------- | ---- |  |
| 1961-62  | UEFAカップウィナーズカップ         | 予備予選       | グレナボン               | 3-1    | 4-1      | 7-2  |  |
| 1961-62  | UEFAカップウィナーズカップ         | 1回戦          | アトレティコ・マドリード | 1-1    | 0-2      | 1-3  |  |
| 1997-98  | UEFAカップ                         | 1回戦          | アトレティコ・マドリード | 0-1    | 1-1      | 1-2  |  |
| 2000-01  | UEFAカップ                         | 1回戦          | ツルヴェナ・ズヴェズダ   | 1-1    | 1-3      | 2-4  |  |
| 2016-17  | UEFAチャンピオンズリーグ           | グループG      | ポルト                   | 1-0    | 0-5      | 1位  |  |
| 2016-17  | UEFAチャンピオンズリーグ           | グループG      | クラブ・ブルッヘ         | 2-1    | 3-0      | 1位  |  |
| 2016-17  | UEFAチャンピオンズリーグ           | グループG      | コペンハーゲン           | 1-0    | 0-0      | 1位  |  |
| 2016-17  | UEFAチャンピオンズリーグ           | ラウンド16     | セビージャ               | 2-0    | 1-2      | 3-2  |  |
| 2016-17  | UEFAチャンピオンズリーグ           | 準々決勝       | アトレティコ・マドリード | 1-1    | 0-1      | 1-2  |  |
| 2020-21  | UEFAヨーロッパリーグ               | グループG      | ブラガ                   | 4-0    | 3-3      | 1位  |  |
| 2020-21  | UEFAヨーロッパリーグ               | グループG      | AEKアテネ                | 2-0    | 2-1      | 1位  |  |
| 2020-21  | UEFAヨーロッパリーグ               | グループG      | ゾリャ・ルハーンシク     | 3-0    | 0-1      | 1位  |  |
| 2020-21  | UEFAヨーロッパリーグ               | ラウンド32     | スラヴィア・プラハ       | 0-2    | 0-0      | 0-2  |  |
| 2021-22  | UEFAヨーロッパリーグ               | グループC      | レギア・ワルシャワ       | 3-1    | 0-1      | 3位  |  |
| 2021-22  | UEFAヨーロッパリーグ               | グループC      | ナポリ                   | 2-2    | 2-3      | 3位  |  |
| 2021-22  | UEFAヨーロッパリーグ               | グループC      | スパルタク・モスクワ     | 1-1    | 4-3      | 3位  |  |
| 2021-22  | UEFAヨーロッパカンファレンスリーグ | 決勝プレーオフ | ラナース                 | 4-1    | 3-1      | 7-2  |  |
| 2021-22  | UEFAヨーロッパカンファレンスリーグ | ラウンド16     | レンヌ                   | 2-0    | 1-2      | 3-2  |  |
| 2021-22  | UEFAヨーロッパカンファレンスリーグ | 準々決勝       | PSV                      | 0-0    | 2-1      | 2-1  |  |
| 2021-22  | UEFAヨーロッパカンファレンスリーグ | 準決勝         | ローマ                   | 1-1    | 0-1      | 1-2  |  |

## 現所属メンバー
プレミアリーグ 2024-25シーズン 基本フォーメーション（4-2-3-1）
2025年7月16日現在
注：選手の国籍表記はFIFAの定めた代表資格ルールに基づく。
| No. | Pos. |                | 選手名                         |
| --- | ---- | -------------- | ------------------------------ |
| 1   | GK   | ポーランド     | ヤクブ・ストラーチェク         |
| 2   | DF   | イングランド   | ジェームス・ジャスティン       |
| 3   | DF   | ベルギー       | ヴァウト・ファース             |
| 4   | DF   | イングランド   | ベン・ネルソン ()              |
| 5   | DF   | イタリア       | カレブ・オコリ ()              |
| 7   | FW   | ガーナ         | アブドゥル・ファタウ ★         |
| 8   | MF   | イングランド   | ハリー・ウィンクス             |
| 9   | FW   | ガーナ         | ジョルダン・アイェウ () ★      |
| 10  | FW   | イングランド   | ステフィー・マヴィディディ ()  |
| 11  | MF   | モロッコ       | ビラル・エル・カンヌス () ★    |
| 14  | FW   | ジャマイカ     | ボビー・リード () ★            |
| 15  | DF   | オーストラリア | ハリー・サウター               |
| 16  | MF   | デンマーク     | ヴィクトル・クリスティアンセン |
| 17  | MF   | バングラデシュ | ハムザ・チョードゥリー () () ★ |
| 20  | FW   | ザンビア       | パトソン・ダカ ★               |

| No. | Pos. |                          | 選手名                             |
| --- | ---- | ------------------------ | ---------------------------------- |
| 21  | DF   | ポルトガル               | リカルド・ペレイラ ()              |
| 22  | MF   | イングランド             | オリヴァー・スキップ               |
| 23  | DF   | デンマーク               | ヤニク・ヴェスターゴーア           |
| 24  | MF   | フランス                 | ブバカリ・スマレ ()                |
| 25  | MF   | イングランド             | ルイス・ペイジ                     |
| 26  | DF   | マリ共和国               | ウォヨ・クリバリ () ★              |
| 27  | FW   | ポルトガル               | ワニャ・マルサウ＝マディヴァドゥア |
| 28  | FW   | イングランド             | ジェレミー・モンガ                 |
| 31  | GK   | ボスニア・ヘルツェゴビナ | アスミル・ベゴヴィッチ             |
| 33  | DF   | イングランド             | ルーク・トーマス                   |
| 34  | MF   | イングランド             | マイケル・ゴールディング ()        |
| 35  | MF   | アイルランド             | ケイシー・マカティア ()            |
| 36  | MF   | イングランド             | サミー・ブレイブルック             |
| 37  | MF   | イングランド             | ウィル・アウベス ()                |

※括弧内の国旗はその他の保有国籍を、星印はEU圏外選手を示す。
監督
- マルティ・シフエンテス

### ローン移籍
in
注：選手の国籍表記はFIFAの定めた代表資格ルールに基づく。
| No. | Pos. |  | 選手名 |
| --- | ---- |  | ------ |

out
注：選手の国籍表記はFIFAの定めた代表資格ルールに基づく。
| No. | Pos. |  | 選手名 |
| --- | ---- |  | ------ |

## 歴代監督
2025年7月16日現在
| 氏名                                                                              | 国籍                                    | 就任           | 退任           | 試  | 勝  | 分  | 敗  | 勝率   | タイトル                        |
| --------------------------------------------------------------------------------- | --------------------------------------- | -------------- | -------------- | --- | --- | --- | --- | ------ | ------------------------------- |
| ピーター・ホッジ                                                                  | スコットランドの旗                      | 1919年9月6日   | 1926年5月      | 310 | 125 | 84  | 101 | 040.32 |                                 |
| ウィリアム・オア                                                                  | スコットランドの旗                      | 1926年7月      | 1932年1月      | 242 | 102 | 50  | 90  | 042.15 | Second Division                 |
|                                                                                   |                                         | 1932年1月      | 1932年3月      | 10  | 2   | 3   | 5   | 020.00 |                                 |
| ピーター・ホッジ                                                                  | スコットランドの旗                      | 1932年3月      | 1934年8月1日   | 100 | 34  | 26  | 40  | 034.00 |                                 |
|                                                                                   |                                         | 1934年8月1日   | 1934年10月17日 | 10  | 2   | 4   | 4   | 020.00 |                                 |
| アーサー・ロックヘッド                                                            | スコットランドの旗                      | 1934年10月17日 | 1936年9月2日   | 81  | 33  | 15  | 33  | 040.74 |                                 |
|                                                                                   |                                         | 1936年9月2日   | 1936年10月     | 8   | 1   | 2   | 5   | 012.50 |                                 |
| フランク・ウォマック                                                              | イングランドの旗                        | 1936年10月     | 1945年5月      | 123 | 48  | 29  | 46  | 039.02 | Second Division                 |
| トム・ブロミロウ                                                                  | イングランドの旗                        | 1939年8月      | 1945年5月      | 0   | 0   | 0   | 0   | —      |                                 |
| トム・マザー                                                                      | イングランドの旗                        | 1945年8月      | 1946年3月      | 2   | 0   | 1   | 1   | 000.00 |                                 |
| ジョニー・ダンカン                                                                | スコットランドの旗                      | 1946年3月      | 1949年10月11日 | 156 | 56  | 42  | 58  | 035.90 | 9997                            |
|                                                                                   |                                         | 1949年10月11日 | 1949年12月     | 7   | 1   | 4   | 2   | 014.29 |                                 |
| ノーマン・ブロック                                                                | イングランドの旗                        | 1949年12月     | 1955年2月      | 232 | 91  | 64  | 77  | 039.22 |                                 |
|                                                                                   |                                         | 1955年2月      | 1955年5月      | 15  | 7   | 3   | 5   | 046.67 |                                 |
| デイヴィッド・ハリデイ                                                            | スコットランドの旗                      | 1955年6月      | 1958年11月     | 146 | 64  | 27  | 55  | 043.84 | Second Division                 |
| マット・ギリーズ                                                                  | スコットランドの旗                      | 1958年11月8日  | 1968年11月30日 | 508 | 201 | 123 | 184 | 039.57 |                                 |
| フランク・オファレル                                                              | アイルランドの旗                        | 1968年12月     | 1971年6月6日   | 144 | 62  | 27  | 55  | 043.06 | Second Division                 |
| ジミー・ブルームフィールド                                                        | イングランドの旗                        | 1971年6月23日  | 1977年5月23日  | 285 | 85  | 104 | 96  | 029.82 | チャリティ・シールド            |
| フランク・マクリントック                                                          | スコットランドの旗                      | 1977年6月9日   | 1978年4月5日   | 40  | 5   | 12  | 23  | 012.50 |                                 |
| イアン・マクファーレン                                                            | スコットランドの旗                      | 1978年4月5日   | 1978年5月24日  | 5   | 1   | 0   | 4   | 020.00 |                                 |
| ジョック・ウォーレス                                                              | スコットランドの旗                      | 1978年5月24日  | 1982年7月12日  | 189 | 69  | 51  | 69  | 036.51 | Second Division                 |
| ゴードン・ミルン                                                                  | イングランドの旗                        | 1982年8月2日   | 1986年6月3日   | 184 | 64  | 41  | 79  | 034.78 |                                 |
| ゴードン・ミルン ブライアン・ハミルトン                                           | イングランドの旗 · 北アイルランドの旗   | 1986年6月      | 1987年5月      | 46  | 13  | 9   | 24  | 028.26 |                                 |
| ブライアン・ハミルトン                                                            | 北アイルランドの旗                      | 1987年5月      | 1987年12月11日 | 27  | 10  | 6   | 11  | 037.04 |                                 |
| デイヴィッド・プリート                                                            | イングランドの旗                        | 1987年12月24日 | 1991年1月29日  | 20  | 7   | 2   | 11  | 035.00 |                                 |
| ゴードン・リー                                                                    | イングランドの旗                        | 1991年1月30日  | 1991年5月29日  | 20  | 7   | 2   | 11  | 035.00 |                                 |
| ブライアン・リトル                                                                | イングランドの旗                        | 1991年5月30日  | 1994年11月22日 | 188 | 81  | 45  | 62  | 043.09 |                                 |
| ケヴィン・マクドナルド トニー・マックアンドリュー                                 | イングランドの旗                        | 1994年11月22日 | 1994年12月14日 | 3   | 0   | 1   | 2   | 000.00 |                                 |
| マーク・マギー                                                                    | スコットランドの旗                      | 1994年12月14日 | 1995年12月7日  | 51  | 16  | 14  | 21  | 031.37 |                                 |
| デイヴィッド・ニッシュ クリス・ターナー ギャリー・パーカー スティーヴ・ウォルシュ | イングランドの旗                        | 1995年12月7日  | 1995年12月21日 | 2   | 1   | 0   | 1   | 050.00 |                                 |
| マーティン・オニール                                                              | 北アイルランドの旗                      | 1995年12月21日 | 2000年6月1日   | 222 | 85  | 67  | 70  | 038.29 | 2 EFLカップ                     |
| ピーター・テイラー                                                                | イングランドの旗                        | 2000年6月12日  | 2001年9月30日  | 54  | 19  | 9   | 26  | 035.19 |                                 |
| ギャリー・パーカー                                                                | イングランドの旗                        | 2001年9月30日  | 2001年10月10日 | 1   | 0   | 0   | 1   | 000.00 |                                 |
| デイブ・バセット                                                                  | イングランドの旗                        | 2001年10月10日 | 2002年4月6日   | 28  | 4   | 8   | 16  | 014.29 |                                 |
| ミッキー・アダムス                                                                | イングランドの旗                        | 2002年4月7日   | 2004年10月11日 | 111 | 41  | 38  | 32  | 036.94 |                                 |
| デイブ・バセット ハワード・ウィルキンソン                                         | イングランドの旗                        | 2004年10月11日 | 2004年10月30日 | 4   | 0   | 4   | 0   | 000.00 |                                 |
| クレイグ・リベイン                                                                | スコットランドの旗                      | 2004年9月1日   | 2006年1月25日  | 70  | 20  | 25  | 25  | 028.57 |                                 |
| ロブ・ケリー                                                                      | イングランドの旗                        | 2006年2月13日  | 2007年4月11日  | 63  | 21  | 19  | 23  | 033.33 |                                 |
| ナイジェル・ワージントン                                                          | 北アイルランドの旗                      | 2007年4月11日  | 2007年5月7日   | 5   | 2   | 0   | 3   | 040.00 |                                 |
| マーティン・アレン                                                                | イングランドの旗                        | 2007年5月25日  | 2007年8月29日  | 4   | 2   | 1   | 1   | 050.00 |                                 |
| ジョン・ラドキン スティーブ・ベアグレホール マイク・ストーウェル                  | イングランドの旗                        | 2007年8月30日  | 2007年9月13日  | 1   | 0   | 1   | 0   | 000.00 |                                 |
| ガリー・メグソン                                                                  | イングランドの旗                        | 2007年9月13日  | 2007年10月24日 | 9   | 3   | 4   | 2   | 033.33 |                                 |
| フランク・バローズ ジェリー・タガート                                             | スコットランドの旗 · 北アイルランドの旗 | 2007年10月24日 | 2007年11月22日 | 5   | 1   | 2   | 2   | 020.00 |                                 |
| イアン・ホロウェイ                                                                | イングランドの旗                        | 2007年11月22日 | 2008年5月23日  | 32  | 9   | 8   | 15  | 028.13 |                                 |
| ナイジェル・ピアソン                                                              | イングランドの旗                        | 2008年6月22日  | 2010年6月29日  | 107 | 55  | 30  | 22  | 051.40 | チャンピオンシップ              |
| パウロ・ソウザ                                                                    | ポルトガルの旗                          | 2010年7月7日   | 2010年10月1日  | 12  | 4   | 2   | 6   | 033.33 |                                 |
| クリス・パウエル マイク・ストーウェル                                             | イングランドの旗                        | 2010年10月1日  | 2010年10月4日  | 1   | 1   | 0   | 0   | 100.00 |                                 |
| スヴェン＝ゴラン・エリクソン                                                      | スウェーデンの旗                        | 2010年10月4日  | 2011年10月24日 | 55  | 24  | 14  | 17  | 043.64 |                                 |
| ジョン・ラドキン スティーブ・ベアグレホール マイク・ストーウェル                  | イングランドの旗                        | 2011年10月24日 | 2011年11月15日 | 3   | 1   | 0   | 2   | 033.33 |                                 |
| ナイジェル・ピアソン                                                              | イングランドの旗                        | 2011年11月15日 | 2015年6月30日  | 175 | 80  | 37  | 58  | 045.71 | チャンピオンシップ              |
| クラウディオ・ラニエリ                                                            | イタリアの旗                            | 2015年7月13日  | 2017年2月23日  | 81  | 36  | 22  | 23  | 044.44 | プレミアリーグ                  |
| クレイグ・シェイクスピア                                                          | イングランドの旗                        | 2017年2月23日  | 2017年10月17日 | 26  | 11  | 6   | 9   | 042.31 |                                 |
| マイケル・アップルトン                                                            | イングランドの旗                        | 2017年10月17日 | 2017年10月25日 | 2   | 2   | 0   | 0   | 100.00 |                                 |
| クロード・ピュエル                                                                | フランスの旗                            | 2017年10月25日 | 2019年2月24日  | 67  | 23  | 18  | 26  | 034.33 |                                 |
| マイク・ストーウェル アダム・サドラー                                             | イングランドの旗                        | 2019年2月24日  | 2019年2月26日  | 1   | 1   | 0   | 0   | 100.00 |                                 |
| ブレンダン・ロジャーズ                                                            | 北アイルランドの旗                      | 2019年2月26日  | 2023年4月2日   | 204 | 92  | 42  | 70  | 045.10 | FAカップ コミュニティ・シールド |
| マイク・ストーウェル アダム・サドラー                                             | イングランドの旗                        | 2023年4月2日   | 2023年4月10日  | 2   | 0   | 0   | 2   | 000.00 |                                 |
| ディーン・スミス                                                                  | イングランドの旗                        | 2023年4月10日  | 2023年6月16日  | 8   | 2   | 3   | 3   | 025.00 |                                 |
| エンツォ・マレスカ                                                                | イタリアの旗                            | 2023年6月16日  | 2024年6月3日   | 53  | 36  | 4   | 13  | 067.92 | チャンピオンシップ              |
| スティーヴ・クーパー                                                              | イングランドの旗                        | 2024年6月20日  | 2024年11月24日 | 15  | 3   | 5   | 7   | 020.00 |                                 |
| ベン・ドーソン                                                                    | イングランドの旗                        | 2024年11月24日 | 2024年11月29日 | 1   | 0   | 0   | 1   | 000.00 |                                 |
| ルート・ファン・ニステルローイ                                                    | オランダの旗                            | 2024年11月29日 | 2025年6月27日  | 27  | 5   | 3   | 19  | 018.52 |                                 |
| マルティ・シフエンテス                                                            | スペインの旗                            | 2025年7月15日  |                | 0   | 0   | 0   | 0   | —      |                                 |

## 歴代所属選手

### GK
- ゴードン・バンクス 1959-1966
- ピーター・シルトン 1966-1974
- イアン・ウォーカー 2001-2005
- カスパー・シュマイケル 2011-2022

### DF
- ポントゥス・コマルク 1995-1999
- マット・エリオット 1997-2005
- ベン・チルウェル 2010-2020
- ウェズ・モーガン 2012-2021
- クリスティアン・フックス 2015-2021
- ハリー・マグワイア 2017-2019

### MF
- ガリー・マカリスター 1985-1990
- ムジー・イゼット 1996-2004
- ロベルト・マンチーニ 2000-2001
- アンディ・キング 2006-2020
- キアナン・デューズバリー＝ホール 2006-2024
- 阿部勇樹 2010-2012
- ダニー・ドリンクウォーター 2012-2017
- エステバン・カンビアッソ 2014-2015
- マーク・オルブライトン 2014-2024
- エンゴロ・カンテ 2015-2016
- ジェームズ・マディソン 2018-2023
- ユーリ・ティーレマンス 2019-2023

### FW
- ドン・レヴィー 1944-1949
- ゲーリー・リネカー 1974-1985
- アラン・スミス 1982-1987
- エミール・ヘスキー 1994-2000
- トニー・コッティ（英語版） 1997-2000
- マッティ・フライアット 2006-2011
- ジェイミー・ヴァーディ 2012-2025
- レオナルド・ウジョア 2014-2018
- リヤド・マフレズ 2014-2018
- 岡崎慎司 2015-2019
- ケレチ・イヘアナチョ 2017-2024

## 個人記録

### 出場試合数記録
2025年5月19日現在
| 順位 | 選手名                 | 所属期間  | 試合数 |
| ---- | ---------------------- | --------- | ------ |
| 1    | グラハム・クロス       | 1960-1976 | 600    |
| 2    | アダム・ブラック       | 1920-1935 | 557    |
| 3    | ジェイミー・ヴァーディ | 2012-2025 | 500    |
| 4    | カスパー・シュマイケル | 2011-2022 | 479    |
| 5    | ヒュー・アドコック     | 1923-1935 | 460    |
| 5    | マーク・ウォリントン   | 1971-1985 | 460    |
| 7    | スティーヴ・ウォルシュ | 1986-2000 | 450    |
| 8    | アーサー・チャンドラー | 1923-1935 | 419    |
| 9    | ジョン・シェーベリ     | 1958-1973 | 414    |
| 10   | マル・グリフィス       | 1938-1956 | 409    |

### 総得点数記録
2025年5月19日現在
| 順位 | 選手名                 | 所属期間  | 得点数 |
| ---- | ---------------------- | --------- | ------ |
| 1    | アーサー・チャンドラー | 1923-1935 | 273    |
| 2    | アーサー・ローリー     | 1950-1958 | 265    |
| 3    | ジェイミー・ヴァーディ | 2012-2025 | 200    |
| 4    | アーニー・ハイン       | 1926-1932 | 156    |
| 5    | デレク・ハインズ       | 1948-1961 | 117    |
| 6    | アーサー・ロックヘッド | 1925-1934 | 114    |
| 7    | ゲーリー・リネカー     | 1976-1985 | 103    |
| 8    | ジョーニー・ダンカン   | 1922-1930 | 95     |
| 9    | ジミー・ウォルシュ     | 1956-1964 | 91     |
| 10   | ジャック・リー         | 1940-1950 | 84     |

## 年間最優秀選手賞
| 受賞年  | 受賞者                 |
| ------- | ---------------------- |
| 1987-88 | スティーヴ・ウォルシュ |
| 1988-89 | アラン・パリス         |
| 1989-90 | ゲイリー・ミルズ       |
| 1990-91 | トニー・ジェームズ     |
| 1991-92 | ゲイリー・ミルズ       |
| 1992-93 | コリン・ヒル           |
| 1993-94 | サイモン・グレイソン   |
| 1994-95 | ケヴィン・プール       |
| 1995-96 | ギャリー・パーカー     |
| 1996-97 | サイモン・グレイソン   |
| 1997-98 | マット・エリオット     |
| 1998-99 | トニー・コッティ       |
| 1999-00 | ジェリー・タガート     |
| 2000-01 | ロビー・サヴェージ     |

| 受賞年  | 受賞者                     |
| ------- | -------------------------- |
| 2001-02 | ロビー・サヴェージ         |
| 2002-03 | ポール・ディコフ           |
| 2003-04 | レス・ファーディナンド     |
| 2004-05 | ダニー・ティアット         |
| 2005-06 | ヨエイ・グジョンソン       |
| 2006-07 | イアイン・ヒューム         |
| 2007-08 | リチャード・ステアマン     |
| 2008-09 | スティーブ・ハワード       |
| 2009-10 | ジャック・ホッブス         |
| 2010-11 | リッチー・ウェレンス       |
| 2011-12 | カスパー・シュマイケル     |
| 2012-13 | ウェズ・モーガン           |
| 2013-14 | ダニー・ドリンクウォーター |
| 2014-15 | エステバン・カンビアッソ   |

| 受賞年  | 受賞者                           |
| ------- | -------------------------------- |
| 2015-16 | リヤド・マフレズ                 |
| 2016-17 | カスパー・シュマイケル           |
| 2017-18 | ハリー・マグワイア               |
| 2018-19 | リカルド・ペレイラ               |
| 2019-20 | ジェイミー・ヴァーディ           |
| 2020-21 | ユーリ・ティーレマンス           |
| 2021-22 | ジェームズ・マディソン           |
| 2022-23 | ケレチ・イヘアナチョ             |
| 2023-24 | キアナン・デューズバリー＝ホール |
| 2024-25 | ジェイミー・ヴァーディ           |

## スポンサー
| 年度      | メーカー       | 胸スポンサー         | 袖スポンサー         |
| --------- | -------------- | -------------------- | -------------------- |
| 1962-1964 | Bukta          | ー                   | ー                   |
| 1976-1979 | Admiral        | ー                   | ー                   |
| 1979-1983 | Umbro          | ー                   | ー                   |
| 1983-1986 | Admiral        | Ind Coope            | ー                   |
| 1986-1987 | Admiral        | John Bull            | ー                   |
| 1987-1988 | Admiral        | Walkers Crisps       | ー                   |
| 1988-1990 | Scoreline      | Walkers Crisps       | ー                   |
| 1990-1992 | Bukta          | Walkers Crisps       | ー                   |
| 1992-2000 | Fox Leisure    | Walkers Crisps       | ー                   |
| 2000-2001 | Le Coq Sportif | Walkers Crisps       | ー                   |
| 2001-2003 | Le Coq Sportif | LG                   | ー                   |
| 2003-2005 | Le Coq Sportif | Alliance & Leicester | ー                   |
| 2005-2007 | JJB Sports     | Alliance & Leicester | ー                   |
| 2007-2009 | Jako           | Topps Tiles          | ー                   |
| 2009-2010 | Joma           | LOROS Hospice Care   | ー                   |
| 2010-2012 | Burrda         | King Power           | ー                   |
| 2012-2016 | Puma           | King Power           | ー                   |
| 2017-2018 | Puma           | King Power           | Siam Commercial Bank |
| 2018-2020 | Adidas         | King Power           | Bia Saigon           |
| 2020-2021 | Adidas         | タイ国政府観光庁     | Bia Saigon           |
| 2021-2023 | Adidas         | FBS                  | Bia Saigon           |
| 2023-2024 | Adidas         | King Power           | Bia Saigon           |
| 2024-2025 | Adidas         | BC.GAME              | Bia Saigon           |
| 2025-     | Adidas         | TBD.                 | Bia Saigon           |

## 練習施設
2020年12月、レスターシャー北部のチャーンウッドに約130億円掛けて建設していた練習施設が完成した。ファーストチームとユースが使用している。この東京ドーム16個分の練習施設にはフルサイズのピッチ14面を含む21面のピッチにゴルフ場、ハイドロプールやクライオセラピー等のリカバリー施設、30部屋のベットルーム、食堂、ミーティング室などを完備したクラブハウスも建設され、イングランド屈指の練習施設となっている。
元々使用していたトレーニンググラウンドは、現在女子チームが使用している
。

## サポーター
地元出身のロックバンドカサビアンはデビュー当初から同チームのファンを公言しており、ホームスタジアムであるキング・パワー・スタジアムでも彼らの楽曲がよく使用されている。2015-16シーズンにリーグ優勝をした際には、記念パレードにサプライズ・ゲストとして登場し、ライブを敢行した。同年5月にはキング・パワー・スタジアムでライブを行った。

## 関連書籍
- サッカーマガジン『岡崎慎司はなぜプレミアで成功したのか?―レスター優勝の原動力となった日本人FWの価値と成功の理由』ベースボールマガジン社、2016年5月。ISBN 978-4583110394。
- 岡崎慎司『未到　奇跡の一年』KKベストセラーズ、2016年6月。ISBN 978-4584125243。
- フランク・ウォーロール 著、タカ大丸 訳『ジェイミー・ヴァーディー : 英国一の成り上がりストライカー』徳間書店、2016年6月。ISBN 978-4198641962。
- ロブ・タナー 著、タカ大丸 訳『レスターの奇跡』イースト・プレス、2016年7月。ISBN 978-4781614595。
- ガブリエル マルコッティ 著、田島大 訳『奇跡のコーチング クラウディオ・ラニエリ伝記』TAC出版、2016年12月。ISBN 978-4813268000。